# Péninsule d'Onega
64° 40′ N, 37° 30′ E
Pour les articles homonymes, voir Onega.

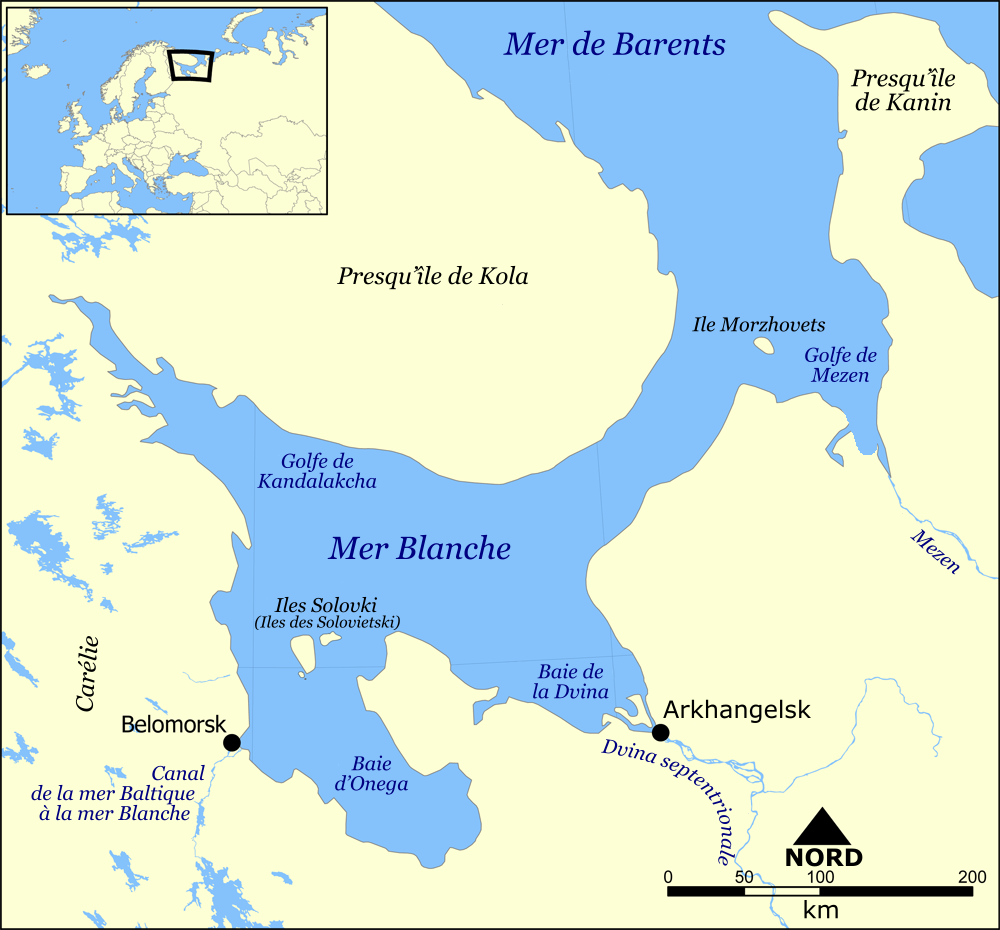
La péninsule d'Onega sur la carte de la mer Blanche.

La péninsule d'Onega (Онежский полуостров en russe) se trouve dans l'oblast d'Arkhangelsk en Russie. Elle s'enfonce dans la mer Blanche, entre la baie d'Onega au sud-ouest et la baie de la Dvina au nord-est.
La longueur de la péninsule est d'environ 150 km pour une largeur entre 60 km et 75 km.